# Kingsbury, Québec
Kingsbury är en bykommun (municipalité de village) i provinsen Québec i Kanada. Den ligger i regionen Estrie, i den sydöstra delen av landet, 280 km öster om huvudstaden Ottawa.